# Ouya
Az Ouya egy az Ouya inc. által fejlesztett Androidon alapuló mikrokonzol. A konzol fejlesztésének költségei Kickstarterre lett alapozva, így elérve 8,5 millió dollárt. 2013. június 25-én jelent meg hivatalosan a konzol.

## Hardver
- NVIDIA Tegra 3: négynagos ARM Cortex-A9 + GPU
- 1 GiB DDR3 SDRAM
- 8 GiB belső flashmemória
- HDMI kimenet
- Wi-fi 802.11 b/g/n + Ethernet kábelbemenet
- Bluetooth 4.0

## Szoftver
Az Ouya ingyenes androidos szoftverekből állt, illetve két operációs rendszer volt rátelepítve: a Debian, és az Ubuntu Linux.

## Bukása
Amikor az Ouya játékkonzol megjelent, a vásárlók olyan dolgot szereztek be családjuk/maguk szórakoztatására, amire nem számítottak. Úgy látszott, hogy a konzol nem felelt meg a cég által elmondott információknak. A kontroller rossz minőségűnek és kényelmetlennek tűnt, és a többi nyolcadik generációs konzolokhoz képest egy gyenge hardver mutatkozott be ebben a kis dobozban. A játékok nagyobb része unalmas, szánalmas és lustán kidolgozottak voltak (köztük mutatkozott például olyan játék is, amiben csak eső van). Ezeknek hála az Ouya inc. egy idő után nem szerzett bevételt, ezért 2015 júniusában megszüntették az Ouya gyártását. 2019. június 25-én (azaz pontosan 6 évvel a játékkonzol megjelenése után) hivatalosan leállították a szerverét.